# Kir Bulîciov
Kir Bulîciov (în rusă Кир Булычёв) este pseudonimul istoricului și scriitorului rus/sovietic  Igor Mojeiko (în rusă И́горь Все́володович Можeйко,  n. 18 octombrie 1934, Moscova, RSFS Rusă, URSS – d. 5 septembrie 2003, Moscova, Rusia). Istoric și orientalist, doctor în Științe Istorice, a câștigat Premiul de Stat al URSS în 1982. Pseudonimul este format din numele soției sale Kira și numele de fată al mamei scriitorului.
Opera sa fundamentală  este seria de cărți științifico-fantastice despre Alisa Selezneva (în rusă Алиса Селезнёва), care a avut o mare influență asupra culturii populare rusești și care a fost ecranizată de peste 20 de ori - mai mult decât oricare altă lucrare SF a unui autor de limba rusă.

## Traduceri în limba română
Titlul lucrării în limba română și anul apariției - titlul lucrării originale în limba rusă și anul apariției:
- Fetița cu care nu se va întâmpla nimic (1978) - Девочка, с которой ничего не случится (1965)
- Ziua de naștere a Alisei (1978) - День рождения Алисы (1974)
- Fetița de pe Terra (1978) - Девочка с Земли (1974)
- Viacik, lasă lucrurile-n pace! (1981) - Вячик, не двигай вещи! (1979)
- „Mutantul”, CPSF #477, pag. 8, traducere de Florin Mehedințeanu

## Legături externe
- Official website
- Full bibliography (in Russian)
- Kir Bulîciov la Internet Movie Database

## Vezi și
- Podzemelie vedm
- Musafiri din viitor